# 夫婦以上，戀人未滿
《夫婦以上，戀人未滿》是由金丸祐基創作的日本漫畫，開始連載於《Young Ace》2018年4月號。改編電視動畫於2022年10月9日至12月25日播映。

## 劇情概要
自認自己非現充的高中生藥院次郎，在青瞬學院的傳統課程「夫婦實習」中，與和自己完全相反存在的辣妹渡邊星成為實習對象。不擅長和星一樣的辣妹相處，也沒能實現與青梅竹馬櫻坂詩織成為實習對象，而感到沮喪的次郎，在想和詩織實習對象天神岬波成為搭檔的星的提議下，為了獲得給予前十名交換彼此搭檔的權利，他們以假夫婦的身分生活。起初，次郎和星為了賺取積分，實踐了初吻等多種方式，但在生活中通過互相了解彼此的性格及想法，兩人關係變得非常親密，並且與當初的目的相反，互相喜歡上了對方。

## 角色列表
藥院次郎（聲：山下誠一郎）
男主角，渡边星的夫妇实习对象，暗恋着自己的青梅竹马樱坂诗织。喜歡ACG的陰沉御宅族、不擅長與女性相處，一發生爭執即便不知道自己做錯了什麼也會迅速向對方道歉。於夫妇实习对象中，與星的感情日漸升溫並喜欢上她。
渡邊星（聲：大西沙織）
女主角，药院次郎的夫妇实习对象，暗恋着天神岬波。漂亮又時尚的辣妹，給人一種很堅強的感覺，實際上喜歡撒嬌而且脆弱。於夫妇实习对象中，與次郎的感情日漸升溫並越来越喜欢他，也對次郎与诗织之间的交流互动感到吃醋。
樱坂诗织（聲：宫下早纪）
药院次郎的青梅竹马，個性內向害羞，喜欢药院次郎，但是成为了天神岬波的夫妇实习对象。
天神岬波（聲：增田俊树）
極具魅力的美形男，樱坂诗织的夫妇实习对象。喜歡著與哥哥天神湊音有婚約的希海小姐。
賀茂贞春（聲：野上翔）
藥院次郎的好友，喜歡ACG。相當中二，跟次郎一樣是個不懂女人心的傢伙。虽然行为经常很脱线，但对次郎来说贞春是个关心他的、可靠的朋友。
高宫纱知（聲：高桥未奈美）
渡邊星的好友兼閨蜜，非常关心星的恋情，对星提供了各种恋爱支援。因為男友的關係社會經驗相當豐富，給人的感覺很成熟，看人的眼光相當獨到。
大桥夏美（聲：和气杏未）
渡邊星的好友，非常关心星的恋情，对星提供了各种恋爱支援。口才很不錯，常常一語中的的說出問題所在。很喜歡自己的男友涼，是個重度男友病患者。
濱野芽衣（聲：小仓唯）
櫻坂詩織的好友，擅長運動及學過ㄧ點鋼琴。常常被女生告白，但每次都拒绝对方。她暗中喜欢诗织，並認為這段戀情注定没有结果，是故尽力支援诗织的恋爱，目的是希望次郎要代替自己对诗织认真负责。
寺船周（聲：内田修一）
喜歡渡邊星。濱野芽衣的夫妇实习对象。对次郎犹犹豫豫、左右摇摆的态度非常不满，向次郎下了战书。
贺茂惠一朗（声：小西克幸）
经营数家咖啡店的店长，贞春的哥哥。知晓岬波的单相思不伦恋，酒品很差。提供了海边咖啡店的暑假短期打工机会。
五月
貞春的夫妻練習搭檔，田徑部副社長。
獅＆陽葵
就讀於太陽幼兒園的次郎的表弟妹。
樱坂健太
櫻坂詩織的弟弟。
天神湊音
天神岬波的哥哥，也是岬波的情敌。
橋本瑪琳（聲：小仓唯）
賀茂贞春的二次元女友。

## 出版書籍
| 卷數 | KADOKAWA       | KADOKAWA                                                | 台灣角川       | 台灣角川               |
| 卷數 | 發售日期       | ISBN                                                    | 發售日期       | ISBN                   |
| ---- | -------------- | ------------------------------------------------------- | -------------- | ---------------------- |
| 1    | 2018年10月26日 | ISBN 978-4-04-107484-8                                  | 2022年10月13日 | ISBN 978-626-321-871-0 |
| 2    | 2019年3月26日  | ISBN 978-4-04-108019-1                                  | 2022年11月17日 | ISBN 978-626-321-982-3 |
| 3    | 2019年9月26日  | ISBN 978-4-04-108590-5                                  | 2022年11月17日 | ISBN 978-626-321-983-0 |
| 4    | 2020年4月3日   | ISBN 978-4-04-109101-2                                  | 2022年12月15日 | ISBN 978-626-352-065-3 |
| 5    | 2020年11月4日  | ISBN 978-4-04-110704-1                                  | 2022年12月15日 | ISBN 978-626-352-066-0 |
| 6    | 2021年6月4日   | ISBN 978-4-04-111364-6                                  | 2022年12月15日 | ISBN 978-626-352-084-4 |
| 7    | 2021年12月3日  | ISBN 978-4-04-112113-9                                  | 2023年5月11日  | ISBN 978-626-352-517-7 |
| 8    | 2022年5月2日   | ISBN 978-4-04-112483-3                                  | 2023年5月11日  | ISBN 978-626-352-518-4 |
| 9    | 2022年10月4日  | ISBN 978-4-04-112962-3                                  | 2023年10月19日 | ISBN 978-626-378-021-7 |
| 10   | 2023年5月2日   | ISBN 978-4-04-113390-3 ISBN 978-4-04-113389-7（特裝版） | 2024年4月11日  | ISBN 978-626-378-825-1 |
| 11   | 2023年12月4日  | ISBN 978-4-04-114240-0                                  | 2024年9月12日  | ISBN 978-626-400-527-2 |
| 12   | 2024年6月4日   | ISBN 978-4-04-114995-9                                  | 2025年3月20日  | ISBN 978-626-415-432-1 |
| 13   | 2025年3月4日   | ISBN 978-4-04-115933-0                                  |                |                        |

## 電視動畫
2021年11月22日（好夫婦日），宣佈正在進行動畫化企劃。2022年5月2日，公開前導視覺圖、主要製作人員名單，動畫製作公司是studio MOTHER。

### 主題曲
片頭曲
「TRUE FOOL LOVE」
主唱：Liyuu，作詞、作曲：TAKUYA，編曲：本間昭光
第1話未使用
片尾曲
「Stuck on you」（第1～11話）
主唱：Nowlu，作詞、作曲、編曲：春野，音樂A＆R：持田絢香
「Swallows」（第12話）
主唱：Nowlu，作詞、作曲、編曲：春野
插入曲
「Touch」（第7話）
主唱：Liyuu，作詞：平井佑果，作曲、編曲：Julie

### 劇集列表
| 話數 | 標題                          | 分鏡     | 演出     | 劇本     | 作畫監督                                                                                                | 總作畫監督 | 首播日期       |
| --- | ----------------------------- | -------- | -------- | -------- | --- | ---------- | -------------- |
| 1 | 同住以上、同居未滿。 （）     | 山元隼一 | 山元隼一 | 荒川稔久 | 岸本誠司、堀妙子、小林千鶴                                                                              | 小林千鶴   | 2022年10月9日  |
| 處男高中生藥院次郎在青瞬學院的傳統課程「夫婦實習」中，和辣妹渡邊星成為模擬夫婦。次郎因為不擅長和辣妹相處且沒能實現與青梅竹馬櫻坂詩織成為模擬夫婦而感到沮喪，星想和詩織的實習對象天神岬波成為模擬夫婦，便為了獲得給予前十名交換彼此搭檔的權利而試圖和次郎在課程中獲取高分。儘管兩人都各自有對象，但在曖昧的相處過程中，兩人都逐漸對對方產生好感，並因誤會而接了吻。 |                               |          |          |          | |            |                |
| 2 | 幻想以上、現實未滿。 （）     | 松島弘明 | 松島弘明 | 荒川稔久 | 乘田拓茂、川村拓哉、前田明壽 堀妙子、小林千鶴、Triple A                                                 | 小林千鶴   | 2022年10月16日 |
| 為了獲取分數，星在半夜邀次郎看恐怖片，兩人也因為停電造成的危機而更加親近。因為詩織不擅長與次郎以外的男性相處，她和天神的分數非常差，使得互換搭檔的計畫受阻。在次郎感冒時，詩織悉心看護他，讓次郎想起自己過去向詩織告白失敗的負面回憶，然而詩織也暗中表現出對次郎的好感。                                                                                           |                               |          |          |          | |            |                |
| 3 | 決裂以上、和好未滿。 （）     | 加戶譽夫 | 廣嶋秀樹 | 丸川直子 | 千葉茂、佐野恵理、岡田萬衣子                                                                            | 岡田萬衣子 | 2022年10月23日 |
| 星試圖做料理博取天神的歡心，次郎因此試吃大量的料理。在星打算把料理完成品送給天神時，她向次郎索吻，並希望藉此得到祝福，然而在星發現詩織會親手做料理給天神、且她的烘焙技術十分高超後，感到非常失落。次郎試圖安慰她，反而與她產生嫌隙，模擬夫婦生活也就此決裂。之後次郎道歉並試圖和她和解，而星也乘勢說出自己喜歡次郎。                                               |                               |          |          |          | |            |                |
| 4 | 勇者以上、主角未滿。 （）     | 內沼菜摘 | 內沼菜摘 | 大東大介 | 岸本誠司、堀妙子 小林千鶴、坂上憐司                                                                     | 小林千鶴   | 2022年10月30日 |
| 星得知天神無意換實習對象後感到失落，她對於自己仍對天神感到心動而慶幸，並對這樣的情緒感到困惑；次郎希望詩織能在雙方獲得高分後互換實習對象，卻沒能成功說出口。次郎誤以為天神和星接吻，並展現出對此的忌妒，星因為天神沒有將自己視為戀愛對象而哭泣，次郎抱住了星並安慰她，之後兩人的距離變得更為親近，而星也透露自己的初吻給了次郎。                                   |                               |          |          |          | |            |                |
| 5 | 鼻血以上、接吻未滿。 （）     | 大槻敦史 | 加戶譽夫 | 荒川稔久 | 山岡信一、坂崎忠                                                                                        | 小林千鶴   | 2022年11月6日  |
| 詩織試圖和次郎拉近關係，便刻意和他一起擔任值日生，卻沒能鼓起勇氣吻他。星和次郎注意到雙方對彼此的稱呼有所不同，在談話中，星無意間透露自己對次郎的好感，儘管她立即否認，而雙方都對此感到困惑。模擬夫婦的成績會被平均計算，因此次郎逼迫星用功讀書以應付考試，星在過程中不斷色誘他，並對這樣的關係可能因為交換實習對象而結束感到失落。                                 |                               |          |          |          | |            |                |
| 6 | 處男以上、處女未滿。 （）     | 松島弘明 | 松島弘明 | 荒川稔久 | 寧波麥冬映畫 世欣東方文化傳媒 ART BASE BAM                                                              | 小林千鶴   | 2022年11月13日 |
| 星改以次郎的姓氏稱呼他，次郎推斷星想讓自己直呼她的名字，便改稱呼她的名字，而星的答覆驗證他的猜想。詩織的朋友芽衣警告詩織應盡速拉近和次郎的關係，詩織以練習課程為由，希望次郎和自己接吻，而兩人接吻時的動作也被星誤會成是在親熱，星表現出明顯的忌妒，不過在誤會解除後也釋然而笑。                                                                                   |                               |          |          |          | |            |                |
| 7 | 煙火以上、擁抱未滿。 （）     | 山元隼一 | 內沼菜摘 | 荒川稔久 | 小林千鶴、乘田拓茂                                                                                      | 小林千鶴   | 2022年11月20日 |
| 星的朋友們都意識到她喜歡次郎，並對天神失去興趣，便希望她藉由參加煙火大會確認心意。星誤以為天神選擇和詩織約會，而非和自己參加煙火大會，她哭著向次郎求助，並向努力為自己專上浴衣的次郎道歉。在星平復心情後，兩人一起觀賞煙火。他們都對彼此只能維持一年的模擬夫婦關係感到惋惜。                                                                                       |                               |          |          |          | |            |                |
| 8 | 哀求以上、安心未滿。 （）     | 內沼菜摘 | 內沼菜摘 | 荒川稔久 | 小林千鶴、坂崎忠、坂上憐司 堀妙子、岸本誠司、山岡信一                                                   | 小林千鶴   | 2022年11月27日 |
| 眾人都為與自己心儀對象的關係停滯不前而沉思，星因為害怕蜘蛛而和次郎特別親近，並開玩笑地詢問兩人是否要交往。詩織希望促進和次郎的關係，天神建議她要更有自信，然而兩人的關係仍裹足不前。芽衣表現出對詩織的好感，但詩織並未察覺。 |                               |          |          |          | |            |                |
| 9 | 青梅竹馬以上、真愛未滿。 （） | 加戶譽夫 | 廣嶋秀樹 | 丸川直子 | 田中誠輝、阿形大輔、服部憲次 平山英嗣、岡田萬衣子                                                       | 岡田萬衣子 | 2022年12月4日  |
| 星買了兩件新泳裝，在得知次郎喜歡哪一件後，她決定將這件泳衣當成「次郎專用」，不在別人面前穿它，並邀次郎到海邊遊玩。暑假期間，次郎和同學們都在同一處住宿打工，詩織主動要求和次郎負責內場，而星和天神則擔任接待。 |                               |          |          |          | |            |                |
| 10 | already以上、yet未滿。 （）   | 大槻敦史 | 廣嶋秀樹 | 大東大輔 | 田中誠輝、阿形大輔、服部憲次 小島智加、岡田萬衣子、渡邊佳奈子 Hotline、TripleA、K-Production            | 岡田萬衣子 | 2022年12月11日 |
| 在海灘上，星被陌生男子搭訕，次郎情急之下說她是自己的老婆，得以為星解圍。次郎因烈日而曬傷，在星為他塗藥時，星對於兩人在此處無法像在宿舍中親暱而情緒低落，夜裡，吃醋她換上「次郎專用」的泳裝，約次郎到海灘見面。次郎遲遲無法理解星的話中含意，而星也無法坦承自己對次郎的心意。                                                                                       |                               |          |          |          | |            |                |
| 11 | 告白以上、失戀未滿。 （）     | 山元隼一 | 松島弘明 | 荒川稔久 | 高成喆、堀妙子 岸本誠司、小林千鶴 曉・火鳥動畫製作集團 趙傑 張金浩、徐學文 StudioBus 柳昇希、朴在石     | 小林千鶴   | 2022年12月18日 |
| 為了和膽小的詩織促進關係，次郎的朋友賀茂在試膽大會中動手腳，讓次郎和詩織同組，而天神和星同組，然而星在沒有手機的情況下於山中迷路。天神找到星後，得知她期待的對象是次郎，而星也發現天神僅把自己視為妹妹，她決定全力追求次郎。與此同時，詩織表示想和次郎更進一步，並主動吻了他。                                                                                     |                               |          |          |          | |            |                |
| 12 | 以上、戀愛未滿。 （）         | 山元隼一 | 竹內雅人 | 荒川稔久 | 乘田拓茂、堀妙子、岸本誠司 山岡信一、坂崎忠、前田明壽 小林千鶴、StudioBus 柳昇希 朴在石、金慶鎬、李官雨 | 小林千鶴   | 2022年12月25日 |
| 暑假期間，次郎和詩織都對先前的吻感到尷尬，兩人偶遇時，詩織邀次郎到家中作客，互相喜歡對方的兩人度過開心卻也略帶尷尬的時光。星因為閒得發慌而找次郎約會，並配合他的喜好打扮妝容，兩人有了愉快的約會。約會結束後，兩人巧遇詩織，三人一起到神社祈求戀愛運勢順利。 |                               |          |          |          | |            |                |

### 播映平台
| 播映地區                           | 播映平台                                                                                | 播映日期                | 播映時間              | 備註   |
| ---------------------------------- | --------------------------------------------------------------------------------------- | ----------------------- | --------------------- | ------ |
| 香港、澳門、臺灣、馬來西亞、新加坡 | Ani-One中文官方動畫頻道（YouTube） Netflix                                              | 2022年10月9日－12月25日 | 星期日 22:00（UTC+8） | [ 21 ] |
| 臺灣                               | 巴哈姆特動畫瘋、KKTV、Hami Video、中華電信MOD friDay影音、ＭyVideo、LINE TV、CATCHPLAY+ | 2022年10月9日－12月25日 | 星期日 22:00（UTC+8） |        |

### 藍光、DVD
| 卷數 | 發行日期      | 收錄話數      | 規格編號   | 規格編號   |
| 卷數 | 發行日期      | 收錄話數      | 藍光 BOX版 | DVD BOX版  |
| ---- | ------------- | ------------- | ---------- | ---------- |
| 上卷 | 2023年2月22日 | 第1話－第6話  | KAXA-8471  | KABA-11261 |
| 下卷 | 2023年3月24日 | 第7話－第12話 | KAXA-8472  | KABA-11262 |

## 外部連結
- 漫畫官方網站（日語）
- 電視動畫官方網站（日語）
- 電視動畫的X（前Twitter）（日語）